# F項パージ
F項パージ（エフこうパージ）は、1955年から1956年にかけておこなわれた、1957年から使用される予定の教科用図書検定の過程で、調査員の評定によって合格相当の水準の評価が与えられていたにもかかわらず、教科用図書検定調査審議会の判断で「偏向」として不合格になった社会科教科書が8件という多数に上った問題。以降の教科書検定の強化のきっかけとなった。
当時の教科書検定は、AからEと記号を割り振られた5名の匿名調査員が検定を行なって評定を得点化する方式をとっていたが、このときの検定では、評定が合格相当の水準にあったにもかかわらず、Fと署名された意見により「偏向」と指摘されて不合格になる例が多発したのであった。
「F項パージ」という表現は、報道から生まれたものとされるが、これは、1946年にGHQが出した「公務従事に適しない者の公職からの除去に関する件」において、「公職に適せざる者」をA項からG項まで7分類で指定していたことに准えたものである。このGHQの覚書におけるF項は「満州・台湾・朝鮮等の占領地の行政長官」であって、教科書等とは関係がない。
Fの署名が誰かという点については、審議会委員であった高山岩男であるという噂が広く流布された。
なお、後に家永三郎が提起した教科書裁判第二次訴訟において、1970年に下された東京地裁（杉本良吉裁判長）判決は、F項パージについての言及の中で、「右のFの意見は、前記委員の交替で新たに同審議会の委員に加わった日本大学教授高山岩男の意見ではないかとの噂がながれ、ジャーナリズムも、これを「F項パージ」としてとり上げた。これについて文部省は、Fというのは、昭和三〇年以前には同審議会の委員が自ら原稿を調査のうえ評定を下す仕組でなかったのを、同年から委員もまた自ら調査し評定することとなったので、同審議会の評定をFとして示したものにすぎず、特定の個人の意見を示すものではない。」と認定している。

## 背景
1955年、「国定教科書の統一」などを公約に掲げて第27回衆議院議員総選挙で第一党となった日本民主党は、当時の教科書の左傾化を批判する一連のパンフレット『うれうべき教科書の問題』全三集を発表した。その内容は、社会科教科書に、労働組合運動や社会主義諸国を過剰に賛美し、共産主義思想を吹き込もうとするものがあると、教科書の実名を挙げて批判するものであった。
批判された教科書の多くは「民主主義」、「平和主義」を強調した内容であったため、政権党による公然たる批判キャンペーンは、学界や教育界から多くの反発を呼んでいた。
こうした状況の中で、文部省にとって、教科書検定体制の強化は、大きな課題となっていた。

## 「偏向」として不合格とされた理由の例
徳武敏夫は、不合格理由の例として、以下を挙げている。
- 「〔新憲法が国民の総意によって作られた〕は一方的な表現」
- 「〔サンフランシスコ条約やMSAなどがすべての国民の希望によって生まれたものではない〕という表現は不適切」
- 「（中学校歴史について）全体として記述が科学的すぎる」
- 「太平洋戦争については、日本の悪口はあまり書かないで、たとえそれが事実であっても、ロマンチックに表現せよ」
- 「与謝野晶子を戦争反対者の中に加えるのは誤りである」
- 「松井昇の絵『軍人遺族』（挿絵）のような御物で反戦思想をあおるのはよくない」
- 「考古学は歴史ではないから、日本の歴史を考古学で始めず、日本の古典によるべきである」

## 後年への影響：「M項パージ」
1956年に文部省主任教科書調査官となった村尾次郎は、皇国史観的な立場からの検定をおこない、そのイニシャルから「M項パージ」と称された。